# コムタン (テレビドラマ)
コムタン（朝鮮語: 곰탕）は、大韓民国のテレビドラマ。1996年2月19日に正月特別ドラマとしてソウル放送により放映された。
本作品で主演のキム・ヘスが百想芸術大賞の最優秀演技賞（女性）を獲得、作品としてはニューヨークフェスティバルでTV部門特別賞、1997年のヒューストン国際映画祭で金賞を獲得した。また、子役として出演したリュ・ヒョンギョンのデビュー作となった。

## あらすじ
1919年に13歳で嫁として売られたスンニョが、夫インソンの浮気とその友人ジェフンに惹かれるスンニョ、婚家の没落、夫の元愛人チェボンとの生活、第二次世界大戦、朝鮮戦争、夫との決別等の時代と環境の変化を生き延び、婚家で身につけたコムタンでチェボンと共に身を立てる。その数十年後の現代（冒頭で90歳なので推定1996年）、夫と再会し和解するまでを描く。

## 出演
- キム・ヘス - スンニョ（青年期）
- キム・ヨンリム - スンニョ（老年期）
- リュ・ヒョンギョン - スンニョ（子役）
- ソ・ヘリン - チェボン（青年期）
- キム・スミ - チェボン（老年期）
- リュ・シウォン - チョン・インソン
- ハン・ジェソク - パク・ジェフン
- チョン・ウソン - 青年（二役）